# سارا کلاک
سارا کُلاک (انگلیسی: Sara Kolak؛ زادهٔ ۲۲ ژوئن ۱۹۹۵) ورزشکار دو و میدانی رشته پرتاب نیزه اهل کرواسی است.
او در مسابقات کشوری و بین‌المللی در مجموع برندهٔ ۳ مدال طلا، ۲ مدال نقره، ۳ مدال برنز شده‌است.